# Церква Всіх Святих (Синявське)
Церква усіх Святих — чинна церква у селі Синявське Неклинівського району Ростовської області. Належить до Таганрозького благочиння Ростовської та Новочеркаської єпархії РПЦ. Настоятель — протоієрей Микола Балабаньян.

## Історія
30 вересня 1793 року в селі Синявське було розпочато будівництво першої дерев'яної церкви. Закінчення будівництва та освячення церкви, в ім'я Трьох Святителів, відбулось у 1794 році. Клірові відомості від 1801 року описували цю церкву так: «заснована вона була на дерев'яних стовпах, стіни її очеретяні, обмазані глиною й покрита лубом. При церкві перебувало 108 парафіяльних дворів, в них чоловічої статі 323 та жіночої статі 307 душ малоросіян і 26 дворів 117 чоловічої статі і 98 душ жіночої статі великоросів». Першим священиком як дерев'яної, так і нової мурованої церкви був українець о. Іоанн Покотило — син Гаврила Покотила, сотенного писаря Ніжинського полку.
Через занепад церкви, у 1802 році розпочато будівництво нової мурованої. 25 травня 1802 року було закладено наріжний камінь церкви. 26 січня 1806 року відбулося урочисте освячення новозбудованої церкви. В архітектурі церкви відчувається вплив «українського бароко». У 1863 році в Синявському було відкрито церковно-парафіяльне училищло.
12 лютого 1884 року в церкву було перенесено чудодійну ікону Божої Матері.
У 1917 році церква була розграбована та закрита. У наступні роки церква занепала.
Після розвалу Радянського Союзу церква була повернута Російській православній церкві, повторно освячена в ім'я всіх Святих. У 18 травня 2006 року пройшло святкування двохсотріччя церкви.

## Архітектура
Церква усіх Святих єдина на півдні Росії, яка має у плані форму православного хреста та квадрату в розрізі дзвіницю. Визнана однією з найстаріших у всій Ростовській області.
Вікна церкви мають арочну форму. Трапезна покрита двоскатним дахом. Основний купол восьмигранний, циліндричний, пофарбованим у зелений колір, в найвищій точці якого знаходиться маленький круглий підбанник з маківкою-цибулиною.
Дзвіниця церкви квадратна у розрізі, завершена чотирискатним дахом з вигнутими площинами, у верхній точці дотику яких розташована сталева маківка з хрестом.
В інтер'єрі церкви є стародавні ікони, післяреволюційний розпис стін та склепіння, триярусний іконостас з кольорового мармуру.